# Lariosaurus
Lariosaurus is een geslacht van uitgestorven Nothosauridae die leefden in het Midden-Trias (Laat-Anisien tot Laat-Ladinien) van Midden- en West-Europa en China. Deze dieren konden tot zestig centimeter lang en twintig kilogram zwaar worden. Met een compleet exemplaar van Lariosaurus xingyiensis van 70,5 centimeter lang en Lariosaurus hongguoensis mogelijk tot tachtig centimeter lang, was het een van de kleinste bekende nothosauriërs. Voor het eerst ontdekt in Perledo aan het Comomeer in 1830, werd het in 1847 benoemd door Curioni, zijn naam betekent 'Hagedis van Larius', de oude naam van het meer. Dit maakt het een van de vroegst bestudeerde reptielen uit de Alpen. Het is bekend van een bijna compleet holotype van het skelet en verschillende andere redelijk complete fossielen.
De nothosauriër Eupodosaurus, aanvankelijk geclassificeerd als een stegosauride dinosauriër, wordt nu beschouwd als synoniem met Lariosaurus. In 1998 synoniemiseerde Rieppel Lariosaurus, Silvestrosaurus en Ceresiosaurus, maar dit wordt door veel auteurs betwist en ze worden meestal als naaste verwanten beschouwd.

## Kenmerken
Voor een nothosauriër was Lariosaurus primitief, met een korte nek en kleine vinnen in vergelijking met zijn verwanten. Hierdoor zou het een relatief slechte zwemmer zijn geworden, en er wordt aangenomen dat het veel tijd op het droge heeft doorgebracht of in ondiep water heeft gejaagd. Het had een groot postorbitaal gebied van de schedel met de temporale fossae merkbaar groter dan de oogkassen. De premaxillaire en voorste dentaire tanden zijn sterk langwerpig, zoals hoektanden, en zouden kunnen hebben gediend als een 'vissenval'. De pariëtale en squamosale botten zijn langwerpig tot een kleine achterhoofdkam voor de aanhechting van kaakspieren. De wervels zijn pachyostotisch en hebben een lage neurale wervelkolom. Ribben zijn aanwezig vanaf de nek helemaal tot aan het heiligbeen, dat een cluster van vier of vijf paar heeft. Er zijn staartribben, maar deze zijn erg klein en niet aanwezig voorbij de vijftiende staartwervel. De maagribben zijn opgebouwd uit meerdere elementen en vormen een stevig soort pantser. Het opperarmbeen heeft een zwak ontwikkelde deltapectorale kam en wordt geleidelijk breder naar het distale uiteinde toe. Er is een duidelijke ruimte tussen het spaakbeen en de slankere ellepijp. De vingers hebben meer botten dan de tenen en laten duidelijk zien hoe Lariosaurus uniek was onder de nothosauriërs omdat de voorpoten waren aangepast tot peddels, terwijl de achterpoten vijftenig bleven. Het dijbeen is lichter gebouwd dan het opperarmbeen maar langer. Er is minder verschil tussen het scheenbeen en kuitbeen dan tussen spaakbeen en ellepijp. Verder, op basis van skeletbevindingen van onvolgroeide lariosauriërs binnen de volwassenen, wordt door velen aangenomen dat Lariosaurus levendbarend was, of in staat was om levende jongen te baren. Er werd nog een skelet van Lariosaurus gevonden met twee juveniele placodonten van het geslacht Cyamodus in zijn maag, wat een indicatie geeft van zijn dieet.
In de groeve Winterswijk Muschelkalk werd in 2014 een schedel gevonden van wat een nieuwe soort leek te zijn, genaamd Lariosaurus vosseveldensis. In 2015 is het toegevoegd aan de collectie van Museum TwentseWelle in Enschede. Het was geregistreerd als TW.480000504. Er werd ook een geïsoleerd, gefuseerd pariëtaal gevonden, geregistreerd als TW.4800000505.

## Leefwijze
Het voedsel bestond hoofdzakelijk uit kleine vissen en garnalen, die ze vingen in de ondiepe wateren voor de kust. Derhalve wordt verondersteld, dat het bewoners van de kustwateren waren en ook veel tijd op het strand zullen hebben doorgebracht.

## Vondsten
Vondsten zijn gedaan in China, Spanje, Italië en Nederland in Winterswijk. De eerste vondsten werden gedaan aan het Comomeer in 1830, waarnaar het geslacht werd vernoemd. In het Castello di Vezio is er een tentoonstelling gewijd aan het uitgestorven geslacht.

## In de populaire cultuur
Loch Ness spottende Lariosaurus-waarnemingen worden vaak gerapporteerd in de kranten van het Comomeergebied. De mythe is aangehaald in verschillende boeken, liedjes en tv-programma's.